# Liolaemus foxi
Liolaemus foxi är en ödleart som beskrevs av  Núñez 2000. Liolaemus foxi ingår i släktet Liolaemus och familjen Tropiduridae. Inga underarter finns listade i Catalogue of Life.